# West Indies: The Fugitive Slaves of Liberty
West Indies: The Fugitive Slaves of Liberty (tiếng Pháp: West Indies ou les Nègres marrons de la liberté) là một bộ phim ca nhạc, chính kịch nói tiếng Pháp do Algérie và Mauritanie hợp tác sản xuất năm 1979, do Med Hondo đạo diễn. Nội dung phim được phóng tác từ vở kịch Les Négriers của Daniel Boukman. Bộ phim được đánh giá là một cột mốc quan trọng trong lịch sử điện ảnh châu Phi, khi được đầu tư với kinh phí khoảng 1,35 triệu đô la Mỹ, trở thành một trong những phim có kinh phí lớn nhất từng được sản xuất tại châu Phi. Lấy bối cảnh vùng Tây Ấn dưới sự thống trị của thực dân Pháp, tác phẩm được xây dựng xoay quanh một con tàu buôn nô lệ. Phim ra mắt khán giả lần đầu vào năm 1979.